# Kazuo Miyagawa
Kazuo Miyagawa (宮川 一夫 Miyagawa Kazuo?, n. 25 februarie 1908, Kyoto, Japonia – d. 7 august 1999, Tokyo⁠(d), Tōkyō, Japonia) a fost un operator de film și director de imagine japonez.

## Carieră
Miyagawa s-a născut la Kyoto, a fost pasionat de grafica în tehnica laviu de la vârsta de unsprezece ani și a început să-și vândă ilustrațiile încă din vremea adolescenței. A devenit interesat de cinema în anii 1920, admirând în special filmele expresioniste mute germane. În 1926, după absolvirea Liceului de Studii Comerciale din Kyoto, a fost angajat de compania de producție de film Nikkatsu din Kyoto. A început să lucreze ca tehnician de laborator, apoi a devenit cameraman asistent.
După formarea companiei Daiei Films în 1942, Miyagawa a colaborat la mai multe filme regizate de Kenji Mizoguchi, inclusiv Povestirile lunii palide după ploaie (1953), Guvernatorul Sansho (1954) și Strada rușinii (1956), la un singur film al lui Yasujirō Ozu, Ukikusa (1959), și la mai multe filme ale lui Kon Ichikawa, printre care filmele dramatice Enjō („Templul pavilionului de aur”, 1958), Kagi („Cheia”, 1959) și Hakai („Legământul rupt”, 1962). Miyagawa a coordonat 164 de cameramani pentru filmul documentar Olimpiada de la Tokyo (1965) al lui Kon Ichikawa, care a necesitat dezvoltarea unor noi vizoare și expozimetre. Spre sfârșitul Epocii de aur a cinematografiei japoneze, el a contribuit la filmarea a jumătate de duzină de filme din seria Zatoichi, cu samuraiul orb interpretat de Shintaro Katsu.
Deoarece a fost angajat al companiei Daiei, Kazuo Miyagawa a avut puține oportunități să lucreze cu Akira Kurosawa și a colaborat doar la trei filme ale cunoscutului cineast japonez. Operatorul a devenit cunoscut în special pentru cadrele filmate în lumina soarelui, care permiteau obținerea unor bogate combinații de lumini și umbre, mai ales cele din filmul Rashomon (1950). El a mai lucrat cu Kurosawa la filmele Yojimbo (1961) și Kagemusha (1980). La ultimul film, Miyagawa a fost nevoit să se retragă în iulie 1979, după începerea filmărilor, din cauza unor probleme de vedere asociate cu diabetul de care suferea, și a rămas doar pe post de consultant.
Teruyo Nogami, asistenta de lungă durată a lui Kurosawa, îl considera pe Miyagawa „o persoană foarte scrupuloasă”, care „își iubea meseria mai mult decât orice din această lume” și era permanent interesat să afle părerea cineastului despre activitatea sa. Auzind aceasta, Kurosawa a spus că era mulțumit de activitatea lui Miyagawa în proporție de „100% [...] mai mult de 100%”. Miyagawa a descris astfel relația regizorului cu cameramanul: „Regizorul și cameramanul sunt ca soțul și soția. Poate că sunt de modă veche, dar aceasta este abordarea pe care am avut-o întotdeauna”.
În anii 1980 Miyagawa a lucrat cu mai tânărul cineast Masahiro Shinoda, iar la sfârșitul vieții a supravegheat filmarea producției Castelul bufnițelor („Fukuro no Shiro”, 1999) a acestui regizor.
Miyagawa este considerat inventatorul unei tehnici cinematografice cunoscute sub numele de filtrul bleach bypass (ignorare albire), pentru filmul Otōto (1960) al lui Ichikawa.

## Filmografie selectivă
- 1938: Histoire d'un succès (出世太閤記 Shusse taikōki?), regizat de Hiroshi Inagaki
- 1938: Kurama Tengu (鞍馬天狗 角兵衛獅子の巻 Kurama Tengu: Kakubei jishi no maki?), regizat de Masahiro Makino și Sadatsugu Matsuda
- 1938: Le Double de la nuit (闇の影法師 Yami no kagebōshi?), regizat de Hiroshi Inagaki
- 1938: Images infernales I (魔像 Mazō?), regizat de Hiroshi Inagaki
- 1939: Images infernales II (魔像 Zoku mazō: Ibara Ukon?), regizat de Hiroshi Inagaki
- 1939: Chants de tourtereaux (鴛鴦歌合戦 Oshidori utagassen?), regizat de Masahiro Makino
- 1940: Miyamoto Musashi I (宮本武蔵 第一部 草分の人々 Miyamoto Musashi: Daiichibu: Kusawake no hitobito?), regizat de Hiroshi Inagaki
- 1940: Miyamoto Musashi II (宮本武蔵 第二部　栄達の門 Miyamoto Musashi: Dainibu: Eitatsu no mon?), regizat de Hiroshi Inagaki
- 1940: Miyamoto Musashi III (宮本武蔵 剣心一路 Miyamoto Musashi: Kenshin ichiro?), regizat de Hiroshi Inagaki
- 1943: L'Homme au pousse-pousse (無法松の一生 Muhōmatsu no isshō?), regizat de Hiroshi Inagaki
- 1944: Dohyosai (土俵祭?), regizat de Santaro Marune
- 1945: Les Yakuzas dans la région de Tokai (東海水滸伝 Tōkai suikoden?), regizat de Hiroshi Inagaki și Daisuke Itō
- 1945: Le Dernier Xénophobe (最後の攘夷党 Saigo no jōitō?), regizat de Hiroshi Inagaki
- 1948: Main dans la main, les enfants (手をつなぐ子等 Te o tsunagu kora?), regizat de Hiroshi Inagaki
- 1950: Rashōmon (羅生門?), regizat de Akira Kurosawa
- 1951: Domnișoara Oyu (お遊さま Oyū-sama?), regizat de Kenji Mizoguchi
- 1952: Les Sœurs de Nishijin (西陣の姉妹 Nishijin no shimai?), regizat de Kozaburo Yoshimura
- 1952: Le Palanquin volant (すっ飛び駕 Suttobi kago?), regizat de Masahiro Makino
- 1953: Nuée d'oiseaux blancs (千羽鶴 Senbazuru?), regizat de Kōzaburō Yoshimura
- 1953: Povestirile lunii palide după ploaie (雨月物語 Ugetsu monogatari?), regizat de Kenji Mizoguchi
- 1953: Désirs (慾望 Yokubo?), regizat de Kōzaburō Yoshimura
- 1953: Les Musiciens de Gion (祇園囃子 Gion bayashi?), regizat de Kenji Mizoguchi
- 1954: Guvernatorul Sansho (山椒大夫 Sanshō dayū?), regizat de Kenji Mizoguchi
- 1954: Une femme dont on parle (噂の女 Uwasa no onna?), regizat de Kenji Mizoguchi
- 1954: Les Amants crucifiés (近松物語 Chikamatsu monogatari?), regizat de Kenji Mizoguchi
- 1955: Le Héros sacrilège (新・平家物語 Shin heike monogatari?), regizat de Kenji Mizoguchi
- 1956: Strada rușinii (赤線地帯 Akasen chitai?), regizat de Kenji Mizoguchi
- 1957: La Porte Sujaku (朱雀門 Suzaku-mon?), regizat de Kazuo Mori
- 1957: Les Papillons de la nuit (夜の蝶 Yoru no chō?), regizat de Kōzaburō Yoshimura
- 1958: Le Pavillon d'or (炎上 Enjo?), regizat de Kon Ichikawa
- 1958: Les fourberies de Benten Kozo (弁天小僧 Benten Kozō?), regizat de Daisuke Ito
- 1959: La Femme et les pirates (女と海賊 Onna to kaizoku?), regizat de Daisuke Itō
- 1959: L'Étrange Obsession (鍵 Kagi?), regizat de Kon Ichikawa
- 1959: Herbes flottantes (浮草 Ukigusa?), regizat de Yasujirō Ozu
- 1960: Le Fils de famille (ぼんち Bonchi?), regizat de Kon Ichikawa
- 1960: Tendre et folle adolescence (おとうと Otōto?), regizat de Kon Ichikawa
- 1961: L'Âge du mariage (婚期 Konki?), regizat de Kōzaburō Yoshimura
- 1961: Le Garde du corps (用心棒 Yojimbo?), regizat de Akira Kurosawa
- 1961: Akumy (悪名?), regizat de Tokuzō Tanaka
- 1962: Le Serment rompu (破戒 Hakai?), regizat de Kon Ichikawa
- 1963: Daisan no akumyo (第三の悪名?), regizat de Tokuzō Tanaka
- 1963: Le Troisième mur (女系家族 Jokei kazoku?), regizat de Kenji Misumi
- 1963: La Danse du grisbi ou La Puissance de l'argent (ど根性物語 銭の踊り Dokonjō monogatari: Zeni no odori?), regizat de Kon Ichikawa
- 1963: La Poupée brisée (越前竹人形 Echizen take ningyō?), regizat de Kōzaburō Yoshimura
- 1964: La Légende de Zato Ichi ou Mort ou vif (座頭市千両首 - Zatōichi senryō-kubi?), regizat de Kazuo Ikehiro
- 1965: Akai shuriken (赤い手裏剣?), regizat de Tokuzō Tanaka
- 1965: Tokyo Olympiades (東京オリンピック Tōkyō Orinpikku?), regizat de Kon Ichikawa (documentaire)
- 1966: Tatouage (刺青 - Irezumi?), regizat de Yasuzō Masumura
- 1966: Akumyo zakura (悪名桜?), regizat de Tokuzō Tanaka
- 1967: Le Silencieux (ある殺し屋 Aru koroshi ya?), regizat de Kazuo Mori
- 1968: La Légende de Zatoïchi: Le Défi (座頭市果し状 Zatōichi hatashi-jō?), regizat de Kimiyoshi Yasuda
- 1969: Oni no sumu yakata (鬼の棲む舘?), regizat de Kenji Misumi
- 1970: La Légende de Zatoïchi: Zatoïchi contre Yojimbo (座頭市と用心棒 Zatōichi to Yōjinbō?), regizat de Kihachi Okamoto
- 1970: La Légende de Zatoïchi: Le Shogun de l'ombre (座頭市あばれ火祭り Zatōichi abare-himatsuri?), regizat de Kenji Misumi
- 1971: Silence (沈黙 Chinmoku?), regizat de Masahiro Shinoda
- 1972: Mushukunin Mikogami no Jōkichi: Kiba wa hikisaita (無宿人御子神の丈吉 川風に過去は流れた?), regizat de Kazuo Ikehiro
- 1972: Baby Cart: L'Âme d'un père, le cœur d'un fils (子連れ狼 親の心子の心 Kozure Ōkami: Oya no kokoro ko no kokoro?), regizat de Buichi Saitō
- 1973: L'Enfer des supplices (御用牙 かみそり半蔵地獄責め Goyōkiba: Kamisori Hanzō jigoku zeme?), regizat de Yasuzō Masumura
- 1974: Le Vaurien: la guerre des territoires (悪名 縄張荒らし Akumyo: shima arashi?), regizat de Yasuzō Masumura
- 1976: La Sorcière (妖婆 Yoba?), regizat de Tadashi Imai
- 1977: Orin la proscrite (はなれ瞽女おりん Hanare goze Orin?), regizat de Masahiro Shinoda
- 1980: Kagemusha (影武者 Kagemusha?), regizat de Akira Kurosawa - consultant[17]
- 1981: Akuryōtō (悪霊島?), regizat de Masahiro Shinoda
- 1984: Les Enfants de Mac Arthur (瀬戸内少年野球団 Setouchi shōnen yakyūdan?), regizat de Masahiro Shinoda
- 1986: Chikamatsu Monzaemon: Yari no gonza (近松門左衛門 鑓の権三?), regizat de Masahiro Shinoda
- 1989: Maihime (舞姫?), regizat de Masahiro Shinoda

## Premii și distincții
- 1977: premiul Academiei Japoneze de Film pentru cea mai bună imagine pentru Hanare goze Orin[18]
- 1984: premiul Academiei Japoneze de Film pentru cea mai bună imagine pentru Setouchi shōnen yakyūdan[19]

## Legături externe
- Kazuo Miyagawa la Internet Movie Database